# Telehit Música
Telehit Música (anteriormente conocido como Ritmoson, Ritmoson Latino, RMS y Telehit Urbano) es un canal de televisión por suscripción latinoamericano de origen mexicano, enfocado a la emisión de música. Fue lanzado el 30 de abril de 1994 bajo el nombre de Ritmoson, es propiedad de TelevisaUnivision y operado por TelevisaUnivision Content Licensing.
Desde su inicio de transmisiones en abril de 1994 hasta marzo de 2019, Ritmoson (Ritmoson Latino y RMS) emitía en su programación videos musicales de géneros urbanos como el reguetón, el rap, el hip hop y el trap así como música regional mexicana y ritmos latinoamericanos como la salsa, la bachata y el merengue, y al final pop y rock. El 4 de marzo de 2019, el canal cambió su nombre a Telehit Urbano, manteniendo sus géneros.
El 14 de septiembre de 2020 pasó a llamarse Telehit Música.

## Historia
Telehit Música (anteriormente Ritmoson, Ritmoson Latino, RMS y Telehit Urbano) se inició por iniciativa del Grupo Televisa. Esta señal es la única que incluye en su programación de forma constante y basándose en las listas de popularidad de América Latina, México, Estados Unidos y España.
Telehit Música inició sus transmisiones el 30 de abril de 1994 bajo el nombre de Ritmoson, en el cual se basa en la programación de videos musicales de ritmos latinoamericanos como la salsa, la bachata, el merengue y la música regional mexicana, bajo la producción de Reynaldo López.
A principios de 1995, Juan Williams comenzó a ocuparse de la producción del canal. En 1998, el cubano Alexis Núñez Oliva fue nombrado como productor ejecutivo del canal.
El 1 de octubre de 2001, tras 7 años al aire Ritmoson pasó a llamarse Ritmoson Latino, con un enfoque a la música latina como la música tropical, pop, rock, vallenato, fusiones latinas, la música regional mexicana, entre otros géneros en español.
El 21 de febrero de 2004, se realizó un concierto especial para el canal en festejar 10 años al aire desde el Jardín Cuitlahuac en la Ciudad de México con artistas invitados. El 5 de abril, Ritmoson Latino lanzó una nueva imagen la letra R como la conocemos anteriormente, en cumplir 10 años al aire. A finales de 2006, Ritmoson Latino dejó de transmitir vídeos de la música regional mexicana para pasarlos a su señal Bandamax y videos de otros géneros en español.
En enero de 2009, Silvia Tort fue nombrada como productora asociada del canal, y antes, en abril de ese año, fue nombrada como productora ejecutiva del canal tras la salida de Alexis Núñez Oliva.
El 23 de septiembre de 2009, se llevó a cabo el concierto especial para el canal en celebración de 15 años al aire desde las instalaciones de Televisa San Ángel con artistas invitados a disfrutar con su música.
Las oficinas centrales de Telehit Música se encuentran en la Ciudad de México. Ritmoson Latino (hoy Telehit Música) fue retirado de la grilla de canales de DirecTV el 1 de julio de 2010 junto con Telehit para ser sustituido por Tlnovelas y Distrito Comedia (antes Clásico TV).
El 30 de abril de 2014, se realizó un concierto especial para el canal en conmemoración de 20 años al aire en el Foro 2 de Televisa San Ángel con artistas invitados y mucho más. El 2 de junio de 2014, Ritmoson relanzó con una nueva imagen, nueva programación de la música y del entretenimiento después de cumplir 20 años al aire.
El 9 de septiembre de 2016, Ritmoson fue eliminado de la grilla de canales de Megacable junto a los canales de Televisa Networks siendo sustituido por el recién lanzado canal Beat Box, el cual posee una programación musical similar a la de Ritmoson.
El 5 de diciembre de 2016, el canal fue relanzado como RMS después de cumplir 22 años al aire, lanzó un nuevo paquete de gráficas para las cortinillas durante emisiones y se enfocó más en el público juvenil.
A finales de 2017, RMS sufrió la eliminación de todos sus programas y conductores, y dejó como programación única vídeos musicales variados. A consecuencia de la baja audiencia que generó este tipo de programación, el 31 de enero de 2019, Televisa Networks anunció el reemplazo de RMS por Telehit Urbano el 4 de marzo del mismo año.
El 4 de marzo de 2019 tras casi 25 años al aire, RMS se transforma en Telehit Urbano, con un enfoque en el género del reggaeton, música latina, y el trap. A partir del 7 de octubre, el canal estrenó el nuevo programa Radar Urbano que conducía la colombiana Wendy Salgado y el argentino Franco Molinas.
El 31 de enero de 2020, se emitió el último programa de Radar Urbano. La programación de Telehit Urbano pasó a estar compuesta completamente de videos musicales. El 14 de septiembre, el canal cambió de nombre a Telehit Música, dejando de transmitir solo videos de música urbana y pasó a incluir videos de otros géneros con diferentes secciones.
Debido a que el canal Telehit iba a dejar de transmitir la programación de videos musicales y el 31 de enero de 2021 cerró trasmisiones en algunas compañías de televisión de paga, un ejemplo es Sky y VeTV solo están Telehit Música y Telehit Música Plus.
El 28 de enero de 2022, erróneamente fue colocado en pantalla el logo del canal original de Telehit.
El 14 de febrero de 2022, el canal cambia la programación y se estrenaron nuevos programas como Jangueo, Musicología, etc. El 16 de mayo de 2022, el canal retiró de la programación Discman y Memorabilia y se estrenaron en su reemplazo Telehitazos y Musicoterapia.
A mediados del 2023, el programa Telehitazos tiene un cambio de emitir vídeos del 2010 al 2015 a transmitir videoclips de rock, electrónica y música indie de los 80´s, 90´s, 2000´s y algunas veces de los años 2010 al 2023.
El 27 de noviembre de 2023, el canal vuelve a cambiar su programación eliminando varios programas como: Musicoterapia, Jangueo, Exitops, Sonido estéreo, etc. añadiendo 2 nuevos programas: Mixología (enfocado en la fusión de música regional y urbana) y 90's Pop Hits (reemplazando a Sonido estéreo como programa de videos retro y con emisiones de domingo a viernes). Además también se modifica ligeramente el logo en pantalla que es más grande y el banner de título de canciones. 
A mediados del 2024, los programas Playlist Telehit, Super Hits y Musicología empezaron a emitir videos de la década del 2000 de manera ocasional.

## Señal en alta definición
Telehit Música Plus es la señal en alta definición con programación diferente a la señal en resolución estándar. Inició sus transmisiones bajo el nombre de Telehit HD el 15 de agosto de 2014 en señal de pruebas y se inició oficialmente el 1 de septiembre a las 2:00 p. m. (horario de México). Previo a 2020, servía como la variante HD del canal Telehit y siempre funcionó como un canal independiente. Más adelante, cambió su denominación a Telehit Plus. El 28 de septiembre de 2020, la señal cambia de nombre a Telehit Música Plus y se vuelve señal simulcast de Telehit Música.

## Conductores

### Conductor actual
- Christopher Aldana

### Conductores anteriores
- Wendy Salgado
- Franco Molinas
- Magua Romero

## Premios Orgullosamente Latino
Los Premios Orgullosamente Latino eran un reconocimiento que se realizaba entre los mejores de la música de habla hispana y generalmente era entregada por el público personalmente al ganador. Orgullosamente Latino, El Premio del Público, fue creado en 2004 por Alexis Núñez Oliva, entonces productor ejecutivo del canal Ritmoson Latino. Cabe mencionar que en 2010 terminó dicha entrega, ya que el escultor de la presea Carlos Aguilar Linares, falleció el 29 de julio de ese mismo año.

## Eslóganes
- 1994-1998: La clave del sol
- 1999-2001: El sabor de la música
- 2014: 20 años haciendo ruido (20° aniversario)
- 2014-2016: La música es Ritmoson
- 2016-2019: Soy RMS
- 2019-2020: Somos música
- Desde 2020: Siempre sonando
- Desde 2022: Toda la música, todo el tiempo (Señal HD)

## Logotipos

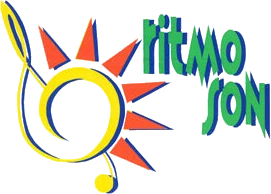
1994-1995
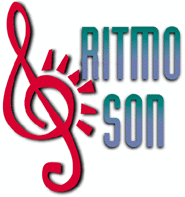
1995-1998
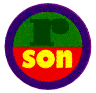
1999-2001
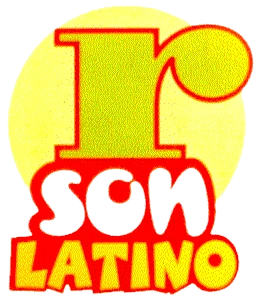
2001-2004
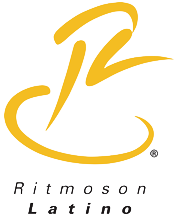
2004-2008
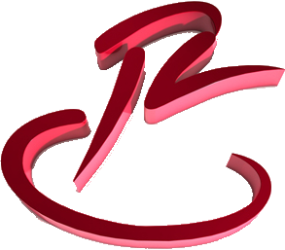
2008-2014
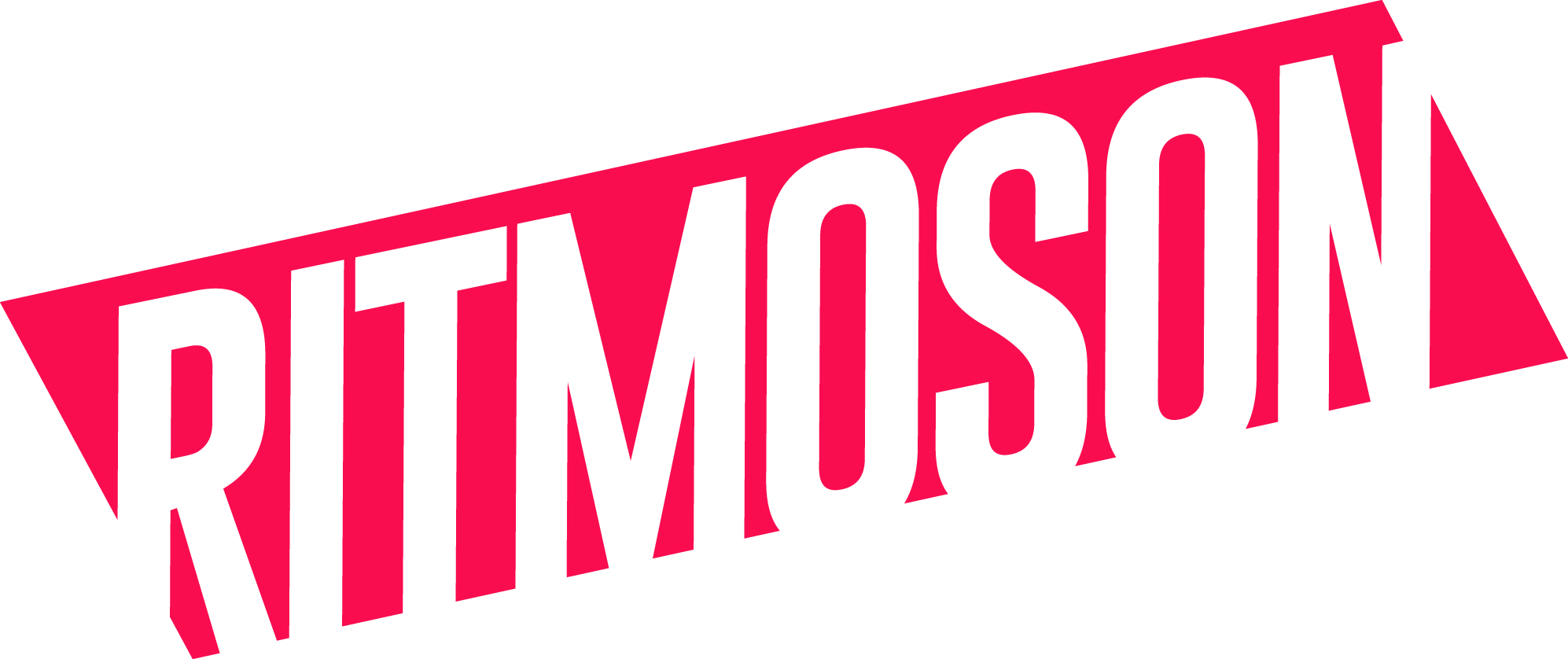
2014-2016
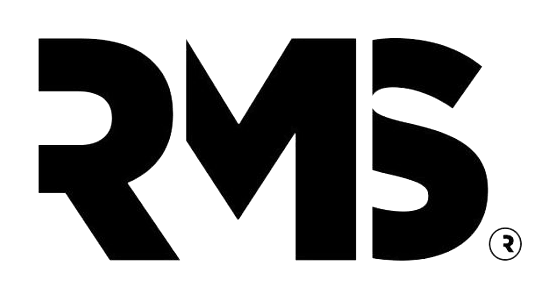
2016-2019
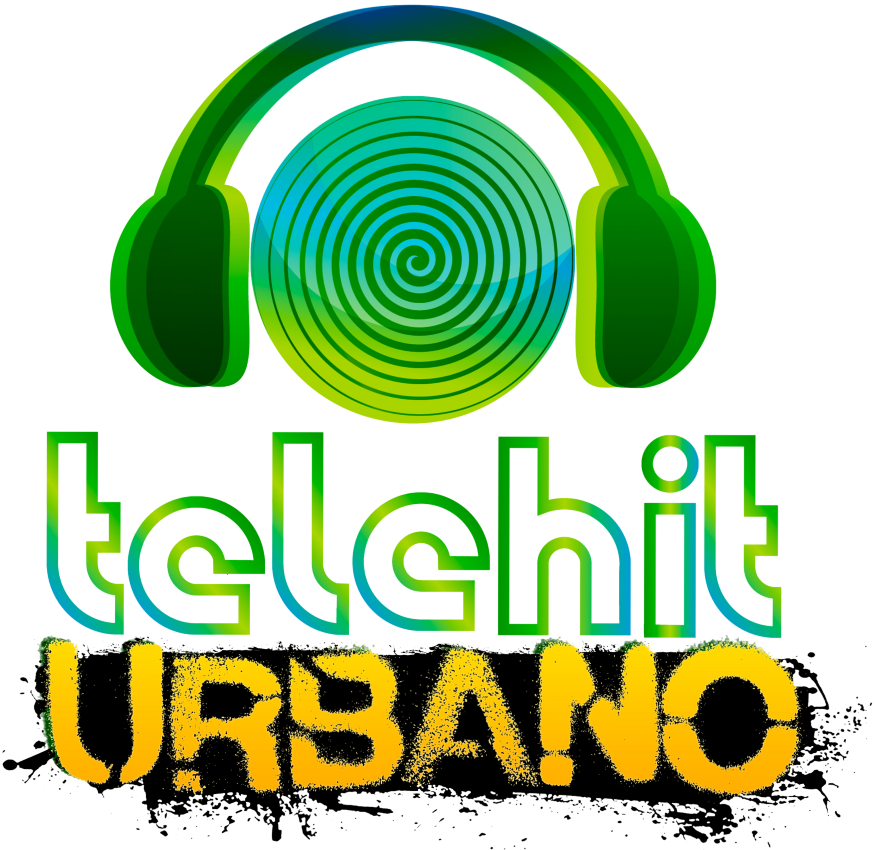
2019
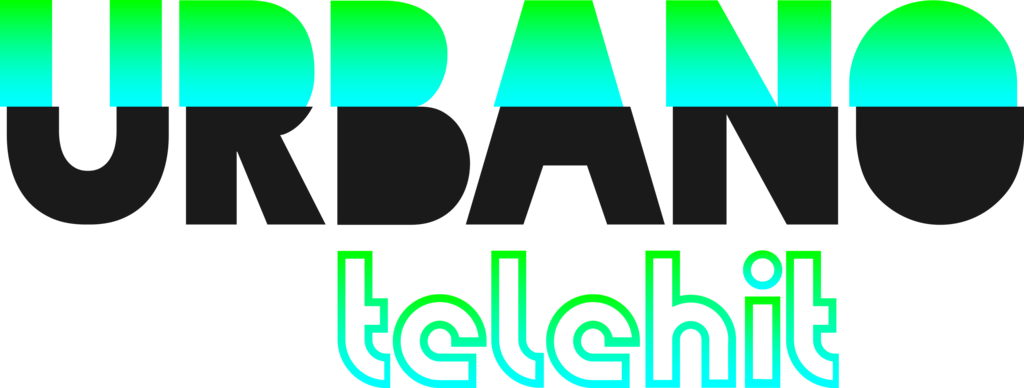
2019-2020
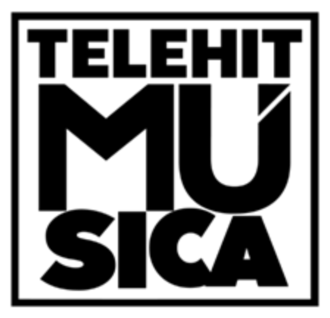
Desde 2020
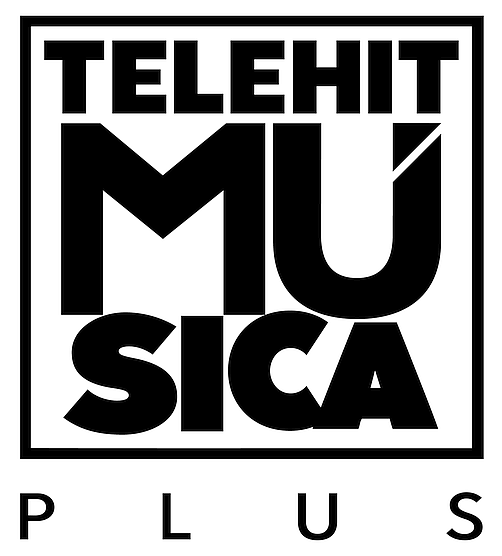
Desde 2020 (Señal HD)